# Dystopika
Dystopika — компьютерная уютная игра и градостроительная песочница, разработанная Voids Within и вышедшая в Steam 21 июня 2024 года. В этой игре можно создавать города в киберпанк-стиле, в ней нет целей или ограничений по ресурсам.
Игра разрабатывалась Мэттом Маршаллом, который всегда увлекался градостроительными симуляторами, но его раздражали ограничения в виде экономических показателей и бюджета. До разработки он путешествовал по городам Азии и был вдохновлён азиатскими мегаполисами.
Критики хвалили игру за её расслабляющую атмосферу и киберпанк-эстетику. Некоторые хвалили Dystopika за отсутствие целей, другие наоборот ругали, называя её неполноценной игрой.

## Игровой процесс
Dystopika представляет собой симулятор строительства и песочницу. В игре нет целей, ресурсов и экономики. Цель игрока — построить город в киберпанк стиле. В начале игры доступная туманная локация с горной местностью на горизонте. Из-за тумана не видно дорог и нижних этажей. В игре можно менять время суток и погоду, включать дождь и включать смену времени суток. 

Игра позволяет строить город в стиле киберпанк

Игроку доступен список зданий, которые он может размещать для образования города. В начале появляется возможность размещать один из трёх типов зданий и две корпоративные штаб-квартиры. Сам город поделён на Центральный деловой район, Новый Эдем и Нижний город с различными типами здания для размещения. Игрок может вращать, менять размер,высоту здания, изменение габаритов также меняет внешний вид здания. Имеющиеся здания можно сносить. В игре применяется процедурная генерация, размещающая у зданий постройки более малых размеров или например создающая переходы между зданиями. Помимо зданий, можно устанавливать украшения как правило в виде голографических фигур, неоновых вывесок, логотипов компаний, дирижаблей c рекламой итд. В игру встроена система прогресса, чем больше игрок установит зданий и украсит их, тем больше объектов ему станет доступно. В игре есть кисть, позволяющая «рисовать» неоновые огни и рекламу. Игрок может в качестве декораций импортировать в игру собственные изображения.

## Разработка и выпуск
Игра была разработана Voids Within в течение 6 месяцев. Дизайнером и программистом выступил канадский инди-разработчик Мэтт Маршалл. За несколько лет до начала разработки Маршалл устал от своей размеренной жизни, уволился с работы и в течение нескольких лет путешествовал по странам Азии — Японии, Таиланда и Вьетнама и был восхищён увиденными мегаполисами, вроде Ханоя, Осаки или Бангкока. В этих городах прослеживалась уникальная футуристическая эстетика. Вернувшись домой, Маршалл задумал создать визуально красивую строительную песочницу для создания панорам. Сам Маршалл упоминал, что давно любил играть в игры SimCity, но с чит-кодами, чтобы не испытывать никакого стресса из-за ограниченного бюджета или показателей экономики или благополучия горожан. На разработку его подтолкнул успех небольших градостроительных песочниц. Маршалл в целом был поклонником киберпанка и до этого предпринимал попытки разработать несколько игр в этом жанре. Также визуальный стиль города был вдохновлён такими лентами, как «Бегущий по лезвию», «Призрак в доспехах», «Видоизменённый углерод» и игрой Cyberpunk 2077.
Самым первым объектом был голографический кит, чью модель Маршал создал при разработке другой игры The Veil 10 лет назад для Windows Phone 8. Возможность загрузить собственные изображение разработчик рассматривал, как элемент юмора, упоминая например возможность загрузить «фотографии своего домашнего кота». Свою игру Маршал описывал, как градостроительую песочницу и мрачную итерацию уютной игры.
Демоверсия была выпущена в марте 2024 года во время фестиваля NextFest. Тогда же был выпущен трейлер к игре. Выпуск был отложен с марта 2024 года на июнь. Разработчик решил не связываться с издателем и имея опыт работы менеджера по продажам —  самостоятельно продвигать игру. Игру, несмотря на крайне положительные отзывы в Steam — не ждали массовые продажи, пиковая посещаемость игры не превышала 150 человек. Предположительно это связано с тем, что мрачная эстетика игры не совместима с жанром уютной игры, которой позиционирует себя Dystopika. Маршал обещал добавить больше игрового контента, учитывая пожелания игрового сообщества в Discord.

## Критика
| Сводный рейтинг    | Сводный рейтинг |
| Агрегатор          | Оценка          |
| ------------------ | --------------- |
| Metacritic         | 79/100          |
| Иноязычные издания |                 |
| Издание            | Оценка          |
| Try Hard Guides    | 9/10            |
| God is a Geek      | 8,5/10          |
| The Games Machine  | 8,5/10          |
| WellPlayed         | 8/10            |
| Digital Chumps     | 7,8/10          |
| GameGrin           | 7½/10           |
| Finger Guns        | 70 %            |
| New Game Network   | 70/100          |

Оценка игры со стороны игровых критиков была в целом положительной. На агрегаторе Metacritic игра получила баллов 79 из 100 возможных.
Критики оценили расслабляющий настрой игры. Dystopika подойдёт любителям творческих игр. Некоторые критики оценили эстетику киберпанка. Представитель tryhardguides назвал Dystopika самой мрачной итерацией уютной игры и в целом был удивлён киберпанк-игре без экономики. Аналогично рецензент GodisaGeek с сарказмом заметил, что разработчики умудрились создать одну из самых расслабляющих игр по мрачному и беспокойному жанру. Расслабляющей атмосфере во многом способствует эмбиентный саундтрек.
Критики заметили почти полное отсутствие целей в игре, часть критиков похвалила это, например критик Gamegrin назвал Dystopika представителем преступно недооценённого жанра и игра отлично восполняет эту нишу. Хотя в этой игре мало контекста, ей по мнению критика GameGrin этого не нужно, просто позволяя игроку в роли бога строить свой киберпанковый рай. Критик New Game Network назвал Dystopika компромиссом для любителей таких игр, как Cities: Skylines, Anno или Surviving Mars, но которым только нравится сам процесс создания города, но не нравилось сталкиваться с трудностями.
Другая часть критиков назвала отсутствие целей, экономики или испытаний главным упущением игры. От этого Dystopika ощущается пустой или ограниченной. Представитель Newgamenetwork заметил, что Dystopika — скорее программная игрушка, а не игра в классическом понимании. Было замечено, что игра может уже наскучить через несколько часов, она не подойдёт любителям миссий и сложных задач. Критик digitalchumps заметил, что проблема игры кроется не в недостатке игрового контента, а в том, что игрок разблокирует вест контент всего за несколько часов.
Некоторые обозреватели оценили визуальные эффекты внимание к деталям, например передвижение автомобильных средств. Критик tryhardguides отдельно оценил трюк с туманом, как бы скрывающий дороги, которых нет в игре. Представитель newgamenetwork наоборот был недоволен тем, что не мог видеть улицы. Другая часть оставила сдержанные оценки, сетуя на ограниченные визуальные эффекты и слишком статичную окружающую среду, невозможность создать иллюзию шумного мегаполиса, как в Cities: Skylines.
Оценка редактора строительства была разной. Некоторые критики признались, что просто наслаждались самим процессом строительства города. Они также оценили разблокировку предметов по мере строительства. По мнению критика tryhardguides постепенное увеличение коллекции зданий вознаграждает игрока и не перегружает его выбором в начале игры. Представитель newgamenetwork упрекнул игру за то, что доступ к разблокированным предметам теряется при новом сохранении.
Некоторые критики сочли редактор строительства и ландшафта слишком ограниченным. Например представитель GodisaGeek хотел бы работать с более разнообразными ландшафтами и видеть, как город адаптируется к местности. Аналогично критик GameGrin заметил, что городские ландшафты в игре получаются слишком однообразными. Критик выразил желание создавать более сложные структуры вместе с большими вариантами окружающей среды. Представитель digitalchumps отдельно жаловался на непонятные значки в интерфейсе.